# Castel San Lorenzo
Castel San Lorenzo község (comune) Olaszország Campania régiójában, Salerno megyében.

## Fekvése
A település a Cilento és Vallo di Diano Nemzeti Park területén fekszik a Tirrén-tenger partján. Határai: Aquara, Felitto és Roccadaspide. 

## Története
A település a 12. században alakult ki a névadó San Lorenzo de Strictus-kolostor körül. Vára 1272-1337 között épült. A következő századokban nemesi birtok volt. Önálló községgé a 19. század elején vált, amikor a Nápolyi Királyságban felszámolták a feudalizmust. Elsősorban mezőgazdasági jellegű település, de az utóbbi évtizedben egyre jelentősebb a turizmus: kedvelt kiindulópontja a Paestumot és a Cilento és Vallo di Diano Nemzeti Parkot látogató turistáknak. 

## Népessége
A népesség számának alakulása:

## Főbb látnivalói
- Palazzo dei principi Carafa - 13. századi nemesi palota
- San Giovanni Battista-templom - épült a 12. század elején román stílusban
- Santa Maria dell’Assunta-templom - épült a 18. század során barokk stílusban